# Grallaria squamigera
El tororoí ondoso (Grallaria squamigera), también denominado tororoi ondulado (en Perú), guachoca o tororoi ondeado (en Colombia), gralaria ondulada (en Ecuador), hormiguero tororoi ondulado (en Venezuela o chululú ondulado, es una especie de ave paseriforme de la familia Grallariidae, perteneciente al numeroso género Grallaria, anteriormente incluido en Formicariidae. Es nativa de la región andina del noroeste y oeste de América del Sur.

## Distribución y hábitat
Se distribuye a lo largo de los Andes desde el oeste de Venezuela, por las tres cadenas andinas de Colombia, Ecuador, Perú, hasta el centro oeste de Bolivia.
Esta especie es considerada poco común en su hábitat natural: el suelo o cerca de él, en selvas húmedas montanas entre los 1800 y los 3400 m s. n. m. de altitud.

## Sistemática

### Descripción original
La especie G. squamigera fue descrita por primera vez por los ornitólogos franceses Florent Prévost y Marc Athanese Parfait Oeillet Des Murs en 1842 bajo el mismo nombre científico; la localidad tipo atribuida es: «Bogotá, Colombia». Otros autores atribuyen la autoría de la especie al ornitólogo francés Frédéric de Lafresnaye, que, a pesar de mencionar a Prévost como autor, habría publicado la descripción anteriormente.

### Etimología
El nombre genérico femenino «Grallaria» deriva del latín moderno «grallarius»: que camina sobre zancos; zancudo; y el nombre de la especie «squamigera», proviene del latín «squamiger»: escamoso.

### Taxonomía
Las aves de la Cordillera de Cutucú (sureste de Ecuador), que tentativamente se incluyen con la subespecie peruana canicauda de plumaje similar, están aisladas de la población más cercana de esta subespecie por un área ocupada por la subespecie nominal, y probablemente representan un linaje independiente; son necesarios más estudios.

### Subespecies
Según las clasificaciones del Congreso Ornitológico Internacional (IOC) y Clements Checklist/eBird v.2019 se reconocen dos subespecies, con su correspondiente distribución geográfica:
- Grallaria squamigera squamigera Prévost & Des Murs o Lafresnaye, 1842 — Andes desde el oeste de Venezuela (Trujillo al sur hasta Táchira) y las tres cadenas andinas de Colombia hacia el sur hasta el sur de Ecuador.
- Grallaria squamigera canicauda Chapman, 1926 — sureste de Ecuador (Cordillera de Cutucú); también Perú en Cajamarca (Chira) y al sur y este del río Marañón hasta el centro de Bolivia (Cochabamba).